# Кирил Халачев
Кирил Димитров Халачев е български интербригадист, капитан I ранг.

## Биография
Роден е на 28 август 1900 година във варненското село Равна гора. От 1920 година членува в БКМС, а от 1921 в БКП. Включва се в подготовката на Септемврийското въстание от 1923 година. От 1924 до 1925 е член на ОК на БКП във Варна. В периода 1925 – 1934 година лежи в затвора поради комунистическите си убеждения. След това емигрира в СССР. Там завършва Ленинска школа и Горкиевска танкова школа. От 1936 до 1939 се сражава в Испанската гражданска война. Въдворен е във френски лагер до 1941 г., когато избягва. Между 1942 и 1943 г. е интерниран по лагери. От 1 декември 1944 година е назначен за помощник-командир на Морските войски. От 1945 до 1950 г. работи във военния флот, а от 1950 до 1953 в търговския флот. В периода 31 октомври 1947 – 31 август 1950 е командир на Военноморския флот на България. Между 1953 и 1961 г. е директор на Международната Дунавска комисия.